# 1610
Évszázadok: 16. század – 17. század – 18. század
Évtizedek: 1560-as évek – 1570-es évek – 1580-as évek – 1590-es évek – 1600-as évek – 1610-es évek – 1620-as évek – 1630-as évek – 1640-es évek – 1650-es évek – 1660-as évek
Évek: 1605 – 1606 – 1607 – 1608 –  1609 – 1610 – 1611 – 1612 – 1613 – 1614 – 1615

## Események

### Határozott dátumú események
- január 7. – Galileo Galilei először figyeli meg a Jupiter holdjait (Galilei-holdak).
- március 12. – A svéd csapatok Jacob de la Gardie vezetésével visszafoglalják Moszkvát.
- március 21.[1] vagy március 24.[2] – Kendi István kancellár és Kornis Boldizsár székely főkapitány merényletet szerveznek Báthory Gábor ellen. (Kendi Lengyelországba menekült, Kornist lefejezik.)
- május 14.
  - François Ravaillac katolikus szerzetes meggyilkolja IV. Henrik francia királyt.[3][4] (Később Ravaillacot kivégezik.)
  - Apja meggyilkolása után – a mindössze nyolc esztendős – Lajos foglalja el Franciaország trónját. (Előbb anyja, Medici Mária és az olasz Concino Concini, majd Richelieu kormányzott helyette.)[3]
- július 5. – John Guy 39 gyarmatosítóval útnak indul hajóval Bristolból Új-Fundlandra.
- december 11. – Báthory Gábor elfoglalja Szeben városát,[5] majd háborút indít Moldva és Havasalföld ellen.[6]
- december 26. – Báthory Gábor fejedelem seregével megindul Radu havasalföldi vajda ellen, akit Weiss Mihály brassói bíró az utolsó pillanatban értesített a veszélyről. (Radu rengeteg felhalmozott kincsével együtt elmenekült az országból.)[5]

### Határozatlan dátumú események
- az év folyamán – 
  - A lengyelek elfoglalják Moszkvát, majd ismét elveszítik az orosz és svéd csapatokkal szemben.
  - Henry Hudson felfedezi a Hudson-öblöt.
  - Arabella Stuart angol trónkövetelőt bebörtönzik, mert férjhez ment William Seymourhoz.
  - Claudio Monteverdi megkomponálja a Vespro della Beata Vergine című ciklusát.[7]

## Az év témái

### 1610 a tudományban
- Johannes Fabricius napfoltokat figyel meg távcsővel.[8] (Előtte kínai csillagászok már láttak szabadszemes napfoltot.)
- Nicholas-Claude Fabri de Peiresc felfedezi az Orion-ködöt.[9]

## Születések
- április 22. – Pietro Vitto Ottoboni, a későbbi VIII. Sándor pápa († 1691)[10]
- december 12. – Szent Vaszilij püspök (Hercegovina) († 1671)
- december 15. – ifjabb David Teniers flamand festő († 1690)

## Halálozások
- május 11. – Matteo Ricci olasz matematikus, utazó (* 1552)
- május 14. – IV. Henrik francia király[11] (* 1553)
- május 27. – Ravaillac, IV. Henrik gyilkosa (kivégezték) (* 1578)
- július 18. – Caravaggio olasz festőművész (* 1571)
- október 14. – Amago Yoshihisa japán szamuráj és hadvezér (* 1540)